# Sabri (nome)
Sabri  è un nome proprio di persona arabo, turco, albanese e malese maschile.

## Varianti
- Femminili:
  - Arabo: صبريّة (Sabriyya)[1]
  - Turco: Sabriye[1]

## Origine e diffusione
Il nome, scritto صبريّ in alfabeto arabo, riprende direttamente un termine arabo che vuol dire "paziente"; ha quindi lo stesso significato dei nomi Halim e Paziente.

## Onomastico
Il nome non è portato da alcun santo, quindi è adespota; l'onomastico si può eventualmente festeggiare il 1º novembre in occasione di Ognissanti.

## Persone

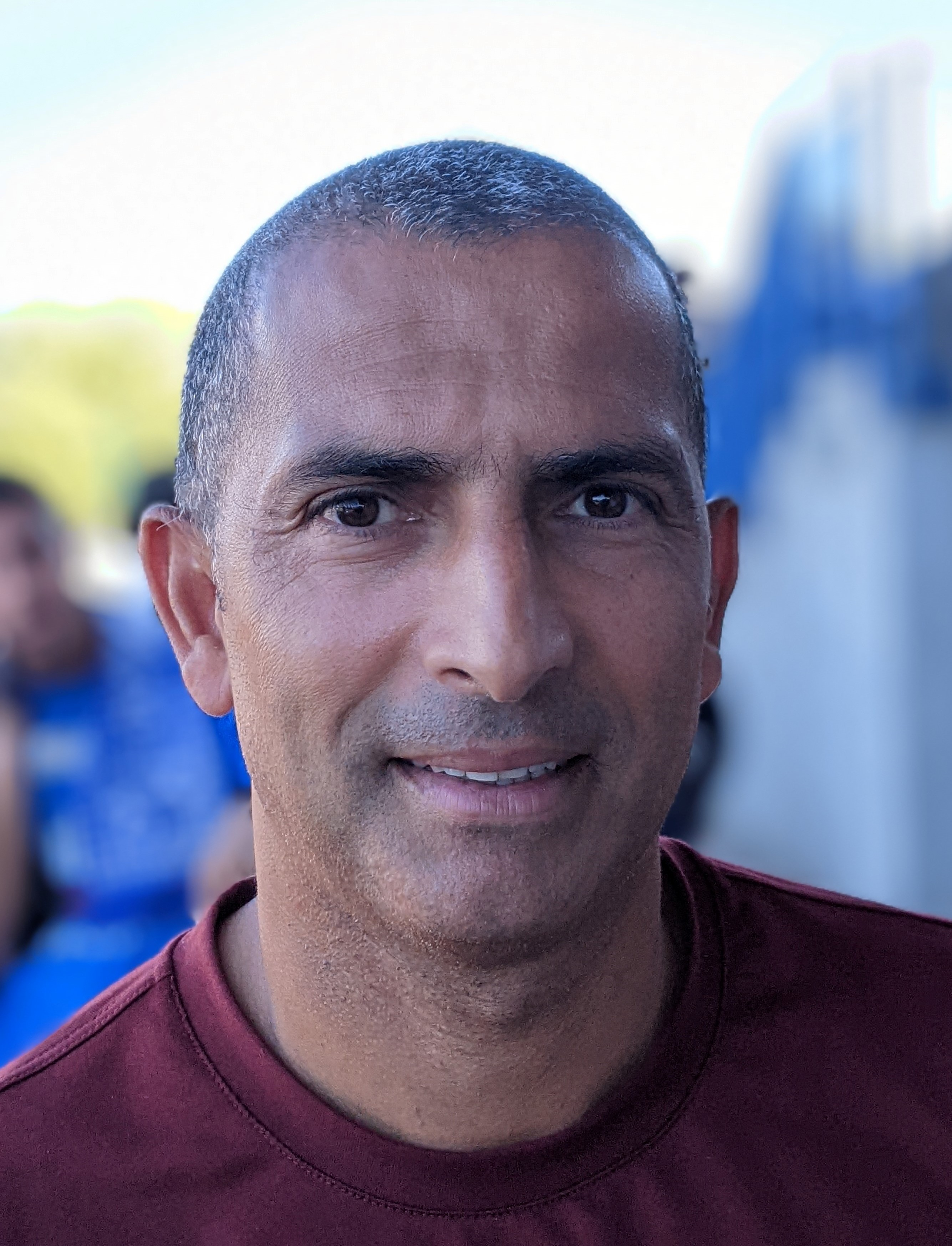
Sabri Lamouchi

- Sabri Al-Haiki, scrittore, poeta e critico letterario yemenita
- Sabri Boukadoum, politico e diplomatico algerin
- Sabri Ergun, ingegnere chimico turco
- Sabri Fejzullahu, cantante, attore e politico albanese
- Sabri Jaballah, calciatore tunisino
- Sabri Koçi, sceicco albanese
- Sabri Lamouchi, calciatore e allenatore di calcio francese
- Sabri Raheel, calciatore egiziano
- Sabri Sarıoğlu, calciatore turco